# Malenia natalensis
Malenia natalensis är en insektsart som först beskrevs av Frederick Arthur Godfrey Muir 1926.  Malenia natalensis ingår i släktet Malenia och familjen Derbidae. Inga underarter finns listade i Catalogue of Life.